# پل واندر
پل واندر (به فرانسوی: Pont de Wandre) یک پل کابلی تک پایه است که جاده N667 را در روی کانال آلبرت (به انگلیسی: Albert Canal)و رود موز (به انگلیسی: River Meuse)، دربردارد. کانال آلبرت و رود موز بین لیژ (به فرانسوی: Liège)(در سمت شرقی رود) و ارستال (به فرانسوی: Herstal)(در سمت غربی رود)، که هر دو در بلژیک قرار دارند، واقع است.

## تاریخچه و توضیحات
از قرن ۱۵ تا ۱۹، عبور و مرور از رود موز واقع در واندر، با کشتی انجام می‌شد. در سال ۱۸۸۴ نخستین پل گذرگاه عبور بین ارستال و واندر ساخته شد. این پل گذرگاه، شامل یک پل فلزی کابلی در روی کانال، یک پیاده‌رو سنگی - آجری با هفت طاق در سراسر سطح زمین بین دو آبراه، و یک پل خرپایی با شاهتیرهای مستطیل شکل جعبه ای بر روی رود موز که بر روی سه‌پایه متکی بود، می‌شد. به دلیل افزایش ترافیک ناشی از توسعه صنعتی، بین سالهای ۱۹۳۵ و ۱۹۳۷، پل دوم در بالادست پل نخستین ساخته شد. این پل در سال ۱۹۴۰ توسط ارتش بلژیک منفجر شد و سپس دو پل موقت فلزی برای تردد عابر پیاده، جایگزین پل تخریب شده شد.
ساخت پل‌های جایگزین در سال ۱۹۴۷ آغاز شد. پلی (به فرانسوی: le pont de l'Esparanto)به طول ۵۹٫۴ متر (۱۹۵ فوت) بر روی کانال آلبرت، و یک پل بتنی سه دهانه ای بر روی رود موز به طول کل ۱۹۰ متر؛ پل‌های جدید در سال ۱۹۴۸ رسماً افتتاح شد.
در دهه ۱۹۷۰، با افزایش ترافیک در کانال آلبرت، گسترش کانال برای تردد کشتی‌های بزرگتر الزامی شد و این امر مستلزم افزایش عرض کانال از ۳۵ متر به ۸۵ متر بود و در نتیجه این گسترش، ساختن پل جدید الزامی شد.
کار ساختن یک پل جدید برای جایگزینی پل‌های پس از جنگ، در سال ۱۹۸۵ آغاز شد. این پل به‌طور رسمی در شانزدهم ژوئن ۱۹۸۹ با هزینه ۵۰۸ میلیون فرانک بلژیک افتتاح شد.این پل، با عبور از رود موز و کانال آلبرت، حومه واندر و ارستال در لیژ را به هم متصل می‌کند، تکیه گاه اصلی پل بر روی باریکه خاکی بین رود موز و کانال آلبرت است.
طول کل پل، همراه با بخش‌های نزدیک، ۵۲۷ متر است. دهانه‌های اصلی متکی برکابل، به طول ۱۴۴ متر و ۱۶۸ متر می‌باشند. تکیه گاه اصلی بتنی که به شکل حرف Y معکوس می‌باشد به ارتفاع ۸۸٫۵ متر است، و تکیه گاه ۲۲ متر (۷۲ فوت) از عرشه جاده است.